# Belenois crawshayi
Belenois crawshayi är en fjärilsart som beskrevs av Butler 1894. Belenois crawshayi ingår i släktet Belenois och familjen vitfjärilar. Inga underarter finns listade i Catalogue of Life.